# Galmoy Fen SAC
Galmoy Fen SAC este o arie protejată (arie specială de conservare — SAC, sit de importanță comunitară — SCI) din Irlanda întinsă pe o suprafață de 25,22 ha, integral pe uscat.

## Localizare
Centrul sitului Galmoy Fen SAC este situat la coordonatele 52°48′27″N 7°34′08″W / 52.807623°N 7.568906°V.

## Înființare
Situl Galmoy Fen SAC a fost declarat sit de importanță comunitară în iunie 2003 pentru a proteja un număr necunoscut de specii din flora spontană și fauna sălbatică aflate în arealul zonei. Situl a fost protejat și ca arie specială de conservare în aprilie 2016.

## Biodiversitate
Situată în ecoregiunea atlantică, aria protejată conține 1 habitat natural: Mlaștini alcaline.
La baza desemnării sitului se află un număr nedeclarat de specii protejate.
Pe lângă speciile protejate, pe teritoriul sitului au mai fost identificate 1 specie de amfibieni, 1 specie de mamifere.